# Monte Pruno
Il monte Pruno (m.879 s.l.m.) è il monte più elevato che si trova nel comune di Roscigno in provincia di Salerno all'estremità della catena degli Alburni. Il monte domina il valico tra il Vallo di Diano e la pianura costiera.
Sulla sommità del monte vi si trova un esteso pianoro su cui era sorto un vasto insediamento enotrio e lucano, datato dal VII al III secolo a.C.
Già a partire dagli anni 1920 furono recuperati dei frammenti di ambra databili tra il VI e il V secolo a.C.

## La tomba del Principe
In una campagna di scavi archeologici condotta nel 1938 fu rinvenuta una tomba principesca, con un ricco corredo sepolcrale, attualmente conservato nel Museo archeologico provinciale di Salerno.
La tomba a tumulo era circondata da un recinto sepolcrale con corridoio di accesso alla camera funeraria.

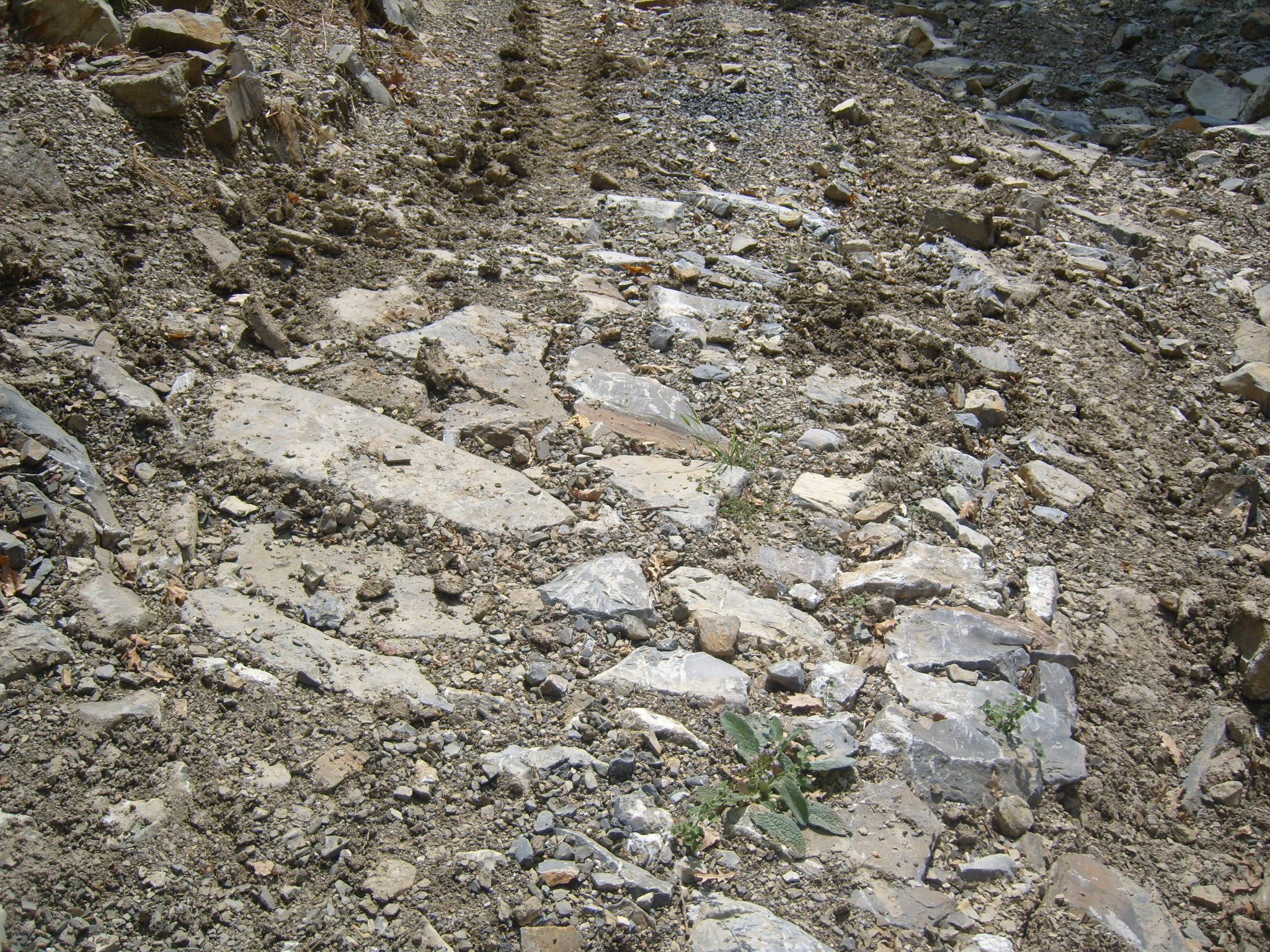
L'antico tracciato detto "Via degli Stranieri"

Il corredo comprendeva una corona d'argento e il carro da guerra. A questo si aggiunge un ricco servizio da mensa, costituito da vasi a figure rosse di produzione magno-greca, e vari oggetti di bronzo di influenza etrusca, tra i quali strigili e un candelabro decorato con un piccolo gruppo figurato, un kantharos d'argento e due pendagli in oro. Il corredo testimonia dell'influenza esercitata su questo capo indigeno dalle colonie greche della piana costiera.

## Gli altri ritrovamenti
A partire dagli anni 1980 è stato avviato un programma di studio e di ricerca (Università di Napoli). Sono state individuate tombe datate alla metà del VI secolo a.C. e una seconda ricca tomba degli inizi del V secolo a.C.
Nel IV secolo a.C. una cinta muraria era stata costruita intorno all'insediamento, costituito da case sparse. Si trattava probabilmente del centro fortificato che raccoglieva in caso di pericolo la popolazione sparsa su una vasta area.
Altre sepolture (tra cui una tomba femminile della metà del VI secolo a.C.) e abitazioni (un vasto complesso in uso tra la seconda metà del IV e la metà del III secolo a.C.) sono state rinvenute nella località Cuozzi, a circa 1 km, sulle pendici del monte. Poco a valle corre tuttora una mulattiera, nota tradizionalmente come "trazzera degli stranieri", che doveva costituire la via di comunicazione tra la costa e l'interno.
Gli insediamenti sembrano essere stati abbandonati in modo abbastanza improvviso alla fine del III secolo a.C., probabilmente in coincidenza con l'arrivo dei Romani.